# 春日佳一
春日 佳一（かすが かいち、1903年（明治36年）6月24日 - 1981年（昭和56年）11月13日）は、昭和期戦後の政治家。長野県飯山市長。

## 来歴
長野県下水内郡外様村（現飯山市）で、春日寿平、とも の四男として生まれた。1921年（大正10年）3月、旧制飯山中学（現長野県飯山高等学校）卒業。同年、外様村小学校教諭を勤め、1931年（昭和6年）に退職。
1947年（昭和22年）4月、外様村長に就任し1期在任。1954年（昭和29年）12月には合併後の飯山市議会議員となり、1956年（昭和31年）に議長となる。1961年（昭和36）飯山市教育委員に就任し翌年まで在任した。
1962年（昭和37年）9月、飯山市長に当選し、1978年（昭和53年）9月まで4期務めた。在任中は農地改良事業や保育園の整備などに力を入れた。その他、長野県市長会副会長、下水内中部土地改良区理事長などを歴任した。